# Lirceus fontinalis
Lirceus fontinalis és una espècie de crustaci isòpode pertanyent a la família dels asèl·lids.

## Distribució geogràfica
Es troba a Nord-amèrica: Geòrgia, Illinois i Kentucky (els Estats Units).